# Loyat
Loyat (bret. Louad) – miejscowość i gmina we Francji, w regionie Bretania, w departamencie Morbihan.
Według danych na rok 1990 gminę zamieszkiwało 1465 osób, a gęstość zaludnienia wynosiła 35 osób/km² (wśród 1269 gmin Bretanii Loyat plasuje się na 427 miejscu pod względem liczby ludności, natomiast pod względem powierzchni na miejscu 124).